# الاگون، زاراگوزا
الاگون، ذاراگوزا (به اسپانیایی: Alagón, Zaragoza) یک شهرستان در اسپانیا است که در استان ساراگوسا واقع شده‌است.